# 天下無雙 (遊戲)
《天下無雙》（Elysium Online）是一款大型多人線上角色扮演遊戲，由華義國際研發與發行，2003年5月30日於臺灣正式發售。發售前在趙旻傑導演的同名偶像劇中作行銷。

## 營運史

### 臺灣
- 2003年5月30日正式發售。
- 2003年7月15日由秦楊代言的廣告開始播出。
- 2005年9月19日推出4.0的改版，由江國賓擔任代言人。
- 2009年7月1日推出天下無雙Web
- 2011年6月1日關閉註冊包月機制，改為免費登入。
- 2011年6月30日關閉天下無雙Web的伺服器並結束營運[1]
- 2011年7月1日上午10點關閉伺服器。[2]
- 2011年7月14日嘯天科技重製發行，並更名為決戰諸神[3]
- 2012年7月1日震宇科技重製發行，並更名為拼天下 Online[4]
- 2013年4月25日上午10點決戰諸神關閉伺服器。